# Fengshan (sockenhuvudort i Kina, Jiangxi Sheng, lat 26,43, long 116,44)
Fengshan är en sockenhuvudort i Kina. Den ligger i provinsen Jiangxi, i den sydöstra delen av landet, omkring 260 kilometer söder om provinshuvudstaden Nanchang. Antalet invånare är 16 501. Befolkningen består av 7 971 kvinnor och 8 530 män. Barn under 15 år utgör 20,0 %, vuxna 15-64 år 71 %, och äldre över 65 år 7,0 %.
Runt Fengshan är det ganska tätbefolkat, med 120 invånare per kvadratkilometer. Närmaste större samhälle är Xiaosong, 13,5 km väster om Fengshan. I omgivningarna runt Fengshan växer i huvudsak blandskog.
Genomsnittlig årsnederbörd är 2 191 millimeter. Den regnigaste månaden är maj, med i genomsnitt 351 mm nederbörd, och den torraste är oktober, med 24 mm nederbörd.